# とよおか放送ネットワーク
とよおか放送ネットワーク（とよおかほうそうネットワーク）は、長野県下伊那郡豊丘村が運営しているケーブルテレビ局である。
施設の老朽化などを理由に、豊丘村は飯田市の飯田ケーブルテレビなどが運用する「光キャストビジョン」への移行を決定。2023年1月31日をもって移行が完了した。翌2月以降は、自主放送の番組制作のみの実施しているほか、同村でのウェブサイトやスマートフォンアプリ経由でも自主制作番組が見られるようにしている。

## サービスエリア
- 長野県下伊那郡豊丘村

## 番組受賞歴
- NHK-CTI ケーブルテレビ自主制作番組コンテスト、最優秀賞1回、優秀賞2回、奨励賞5回、アナウンス賞1回。
- 農村MPIS施設自主放送番組コンクール 、最優秀賞4回、審査員特別賞2回、優秀賞5回。
- ふるさと賛歌映像コンクール、優秀賞1回。

## 主な放送チャンネル

### テレビ局
| デジタル  | 放送局          |
| --------- | --------------- |
| TV011-012 | NHK長野総合     |
| TV021-023 | NHK長野教育     |
| TV041-042 | テレビ信州      |
| TV051-052 | 長野朝日放送    |
| TV061-062 | 信越放送        |
| TV081-082 | 長野放送        |
| TV121     | 自主番組        |
| TV111     | 気象情報        |
| TV112     | 河川監視カメラ  |
| 101-102   | NHKBS1          |
| 103-104   | NHKBSプレミアム |
| 141-143   | BS日テレ        |
| 151-153   | BS朝日          |
| 161-163   | BS-TBS          |
| 171-173   | BSテレ東        |
| 181-183   | BSフジ          |
| 191-193   | WOWOW           |

### ラジオ局
| MHz  | 放送局    |
| ---- | --------- |
| 77.4 | NHK長野FM |
| 79.1 | FM長野    |